# Anton Müller (Fußballspieler)
Anton Müller (* 22. Oktober 1983 in Berlin) ist ein ehemaliger deutscher Fußballspieler, der vorzugsweise im Mittelfeld eingesetzt wird.

## Karriere
Müller begann im Alter von zwei Jahren in der Mini-Mannschaft des VfB Lichterfelde mit dem Fußballspielen. Als C-Jugendlicher wechselte er zu Tennis Borussia Berlin. Nach einem Jahr als Austauschschüler und seinem Abitur schloss sich Müller 2001 den Reinickendorfer Füchsen an, wechselte aber bereits nach einem Jahr wieder zurück zu Tennis Borussia, wo er bis 2003 spielte.
Anschließend ging er zu den Amateuren von Hansa Rostock. Bis November 2005 war Müller Kapitän des Oberligisten Hansa Rostock II, wurde Oberliga-Meister und Landespokalsieger in Mecklenburg-Vorpommern.
Am 10. Spieltag der Saison 2005/06 gab Müller bei der 0:1-Auswärtsniederlage beim Karlsruher SC sein Profidebüt, als er in der 80. Spielminute für Denis Lapaczinski eingewechselt wurde. Seitdem gehörte er dem Kader der ersten Mannschaft von Hansa Rostock an und bestritt drei Spiele in der 2. Liga. In der Saison 2006/07 stieg er mit Hansa Rostock in die Bundesliga auf.
Anschließend wechselte er zum Chemnitzer FC, mit dem er in der Saison 2007/08 den Aufstieg in die Regionalliga Nord erreichte und den Landespokal in Sachsen gewann.
Nach 38 Ligaspieleinsätzen für den Chemnitzer FC in zwei Spielzeiten wechselte Müller zur Saison 2009/10 ablösefrei zum Drittligisten SV Babelsberg 03, mit dem er das Double gewann. Er stieg mit dem Verein in die 3. Liga auf und holte den Landespokal in Brandenburg.
Von dort ging er zur Saison 2011/12 zum Regionalligisten Hallescher FC, mit dem er erneut das Double holte, er schaffte den Aufstieg in die 3. Liga und gewann den Landespokal Sachsen-Anhalt.
Im Sommer 2014 wechselte er zum Oberligisten FC Schönberg 95 und schaffte mit ihm 2015 den Aufstieg in die Regionalliga.
Nach drei Jahren in Schöneberg schloss sich Müller dem Rostocker FC in der Verbandsliga Mecklenburg-Vorpommern an.